# 2616-os mellékút (Magyarország)
A 2616-os számú mellékút egy csaknem 19 kilométeres, négy számjegyű mellékút (országos közút) Borsod-Abaúj-Zemplén vármegyében, a Cserehátban.

## Nyomvonala
A 27-es főútból ágazik ki, néhány tíz méterrel annak 11. kilométere után, Edelény központjában. Kezdeti szakasza a József Attila út nevet viseli, ezen a néven kelet-északkeleti irányban húzódik. Nagyjából 430 méter megtétele után ágazik ki belőle észak felé az Edelény vasútállomásra vezető 26 315-ös út, majd még az első fél kilométerének elérése előtt keresztezi is a Miskolc–Tornanádaska-vasútvonalat. A 4+700-as kilométerszelvényénél lép át Damak területére, melynek központja a 6+900-as kilométerszelvényénél terül el.
Hegymeg a következő. útjába eső település, ennek központját 10,5 kilométer megtétele után éri el. A 11+500-as kilométerszelvénye közelében elhalad Hegymeg, Lak és Tomor hármashatára közelében, majd a 12+200-as kilométerszelvénynél eléri Lak központját, ahol kiágazik belőle északnak a Szakácsiba vezető 26 134-es út. Utána Tomor területére ér, ennek központját a 14+500-as kilométerszelvénynél éri el. Utolsó méterein Monaj külterületén halad, ott ér véget, a 2621-es útba beletorkollva, annak 16+300-as kilométerszelvényénél.
Teljes hossza az országos közutak térképes nyilvántartását szolgáló kira.gov.hu adatbázisa szerint 18,886 kilométer.

## Története
1934-ben a kereskedelem- és közlekedésügyi miniszter 70 846/1934. számú rendelete a teljes hosszában harmadrendű főúttá nyilvánította, több más mai mellékúti útszakasszal együtt, 233-as útszámozással. A 233-as főút Lak, Monaj, Abaújszolnok és Bakta érintésével Encs térségéig vezetett.